# Parcul Ecologic Myakkahatchee Creek
Parcul Ecologic Myakkahatchee Creek are o suprafață de 168 de acri (68 de hectare), și este un parc foarte împădurit din North Port, Florida, situat la nord de Interstate 75.

## Istorie
În anii 1970 și 1980, au fost construite noi subdiviziuni rezidențiale în North Port, dezvoltate de General Development Corporation (GDC). În 1982, echipele de construcții au descoperit artefacte și rămășițe umane în timp ce construiau drumuri. Acest lucru a dus la identificarea Sitului Arheologic Myakkahatchee Creek, situat în partea de vest a parcului.
Parcul Ecologic Myakkahatchee Creek a fost achiziționat în 1989 cu ajutorul a două granturi din Programul de Asistență pentru Dezvoltarea Recreerii din Florida (FRDAP). Terenul era utilizat ca pășune pentru vite înainte de achiziție.
Numele "Myakkahatchee" provine din limba seminolă: "miarca" înseamnă "apă mare", iar "hatchee" face referire la "râu".

## Mediu
Parcul include Pârâul Myakkahatchee și conexiunea cu Rezervația T. Mabry Carlton,  zone de camping amenajate, 6 kilometri de trasee disponibile pentru drumeții, ciclism și călărie, o zonă de picnic, o parcare și toalete. Parcul oferă de asemenea oportunități de observare a păsărilor și pescuit.
Ecologia parcului include păduri de câmpie umedă, păduri de pini tipice sudului Floridei, mlaștini și zone umede, precum și zone montane mixte. Fauna sălbatică a parcului include cerbi și aligatori. Parcul este inundat aproape în fiecare an.